# جورج القبرصي
جورج القبرصي (باليونانية: Γεώργιος Κύπριος)‏، (باللاتينية: Georgius Cyprius) كان جغرافيًا بيزنطيًا في بدايات القرن السابع.
لم يصلنا الكثير عنه غير أنه وُلِدَ في لابثوس في جزيرة قبرص. اشتهر بكتابه «وصف العالم الروماني» (باللاتينية: Descriptio orbis Romani) الذي كتبه في العقد 600-610. وهو مكتوب باللغة اليونانية وفيه يسرد المدن والبلدات والحصون والتقسيمات الإدارية للإمبراطورية الرومانية الشرقية. تبدأ القائمة بإيطاليا وتتحرك عكس اتجاه عقارب الساعة على طول البحر الأبيض المتوسط، من إفريقيا ومصر وأبرشية المشرق. من الواضح أن القائمة التي وصلتنا غير مكتملة حيث لم يذكر فيها منطقة البلقان. ما وصلنا من كتاب «وصف العالم الروماني» كان عبارة عن تجميعات ربما من القرن التاسع، بجانب قوائم أخرى مثل قوائم الأبرشيات. وربما من قام بتجميع النص، والذي يُعتقد أنه الأرميني باسل من لاليمبانا "Basil of Ialimbana"، قد قام بتعديلات في نص الكتاب.